# Polygala acanthoclada
Polygala acanthoclada es una especie de planta fanerógama perteneciente a la familia de las poligaláceas, conocida por el nombre común de polygala del desierto.

## Distribución y hábitat
Es originaria de los bosques del desierto del suroeste de Estados Unidos desde Utah hasta el desierto de Mojave. 

## Descripción
Es un pequeño y frondoso arbusto extendido o de crecimiento erecto que alcanza un tamaño de un metro de altura máxima. Es peludo en la textura, las ramas más jóvenes más peluda con una capa de fibras blanquecinas cortas. Las hojas lanceoladas u ovales son de hasta 2,5 centímetros de largo. Algunas de las ramas estrechas con espinas en las puntas, sobre todo en las inflorescencias. Las flores son solitarias o en grupos de hasta 15. Cada flor tiene cinco sépalos, el lateral de color blanco y se extienden como alas. El pétalo central se desploma, con una punta plana que sobresale. El fruto es una cápsula de alrededor de medio centímetro de largo. 

## Taxonomía
Polygala acanthoclada fue descrita por Asa Gray y publicado en Proceedings of the American Academy of Arts and Sciences 11: 73. 1876.
Etimología
Polygala: nombre genérico que deriva del griego y significa
"mucha leche", ya que se pensaba que la planta servía para aumentar la producción de leche en el ganado.
acanthoclada: epíteto latíno que significa "con las ramas espinosas".